# Dennis Green (Footballtrainer)
Dennis Earl „Denny“ Green (* 17. Februar 1949 in Harrisburg, Pennsylvania; † 22. Juli 2016 in San Diego, Kalifornien) war ein US-amerikanischer American-Football-Trainer. Er trainierte zuletzt die Sacramento Mountain Lions in der neu gegründeten United Football League. Bekannt wurde er durch seine Tätigkeit in der National Football League (NFL), als Head Coach der Minnesota Vikings und der Arizona Cardinals.

## Karriere
1981 verpflichtete die Northwestern University Dennis Green als Head Coach. Zuvor war er in erster Linie Trainer für die Offensive Lines diverser Collegeteams. Die Northwestern Wildcats leitete er vier Jahre, ehe ihm erstmals der Sprung in die National Football League gelang. Die San Francisco 49ers verpflichteten den damals 37-jährigen als Trainer für die Runningbacks. Nach lediglich zwei Jahren kehrte er der NFL den Rücken und trainierte das College-Football-Team der Stanford University.
Den endgültigen Sprung in die NFL schaffte er 1992, als er die Leitung der Minnesota Vikings übernahm. Diese befanden sich gerade in einer recht erfolglosen Zeit mit einigen Skandalen (wie zum Beispiel dem Herschel Walker Trade). Mit Green allerdings kam ein beachtlicher Umschwung. In seinen zehn Jahren bei den Vikings erreichten sie acht Mal die Play-offs, konnten aber kein einziges Mal in den Super Bowl einziehen. Er verließ das Team nach einer schwachen Saison 2001.
Nach zwei Spielzeiten als Analytiker bei ESPN unterschrieb er 2004 bei den Arizona Cardinals. Nach zwei überaus erfolgreichen Jahren zog das Team in das neu erbaute University of Phoenix Stadium um, als Verstärkungen kamen Matt Leinart und Edgerrin James. Die hohen Erwartungen konnte das Team aber nicht erfüllen. Nach einer Niederlage 2006 gegen die Chicago Bears erlitt Green bei der Pressekonferenz einen Wutausbruch, in dem er die Bears sarkastisch als „genau das Team, das wir erwartet haben, aber wir ließen sie vom Haken, und wenn ihr die Bears krönen wollt, dann tut es verdammt noch mal“ (The Bears are who we thought they were, but we let them off the hook, so if you want to crown them, then crown their a**) beschrieb. Diese Tirade erreichte solchen Kultstatus, dass Green dies in einem Werbespot verwertete und sich die Zitate markenrechtlich schützen ließ. Am 1. Januar 2007 wurde Green entlassen, sein Vertrag wäre 2008 ausgelaufen.
Ab März 2009 trainierte er Teams der United Football League, zuletzt die Sacramento Mountain Lions aus Kalifornien.
Green starb am 21. Juli 2016 an einem Herzinfarkt. Er hinterlässt seine Frau und vier Kinder.